# 김화공업고등학교
김화공업고등학교(金化工業高等學校)는 대한민국 강원특별자치도 철원군 서면 와수리에 있는 공립 고등학교이다.

## 학교 연혁
- 1968년 12월 3일 : 김화실업고등학교 설립인가(상업과 3학급)
- 1969년 3월 5일 : 제1회 입학식
- 1973년 3월 28일 : 식품공업과 인가(총 6학급)
- 1974년 3월 1일 : 전기과, 전자과 인가(총 9학급) 김화공업고등학교 교명 변경
- 2013년 3월 1일 : 학과개편(전기시스템제어과 1, 전자응용제어과 1, 식품공업과 1)
- 2020년 3월 1일 : 학과개편(전기시스템제어과 1, IT융합과 1, 웰빙식품과 1)
- 2025년 1월 3일 : 제54회 졸업식(졸업생수 30명, 누계 6,280명)
- 2025년 3월 1일 : 제20대 이창근 교장 취임

## 설치 학과
- 전기시스템제어과
- 웰빙식품과
- IT융합과

## 참고 자료
- 김화공업고등학교 - 한국교육학술정보원 학교알리미